# L-Nummer
Die L-Nummern sind ein Codesystem aus der Aquaristik. Es wurde eingeführt, um neu importierte, nicht exakt identifizierbare Loricariiden (Harnischwelse) zu benennen.

## Das L-Nummer-Codesystem

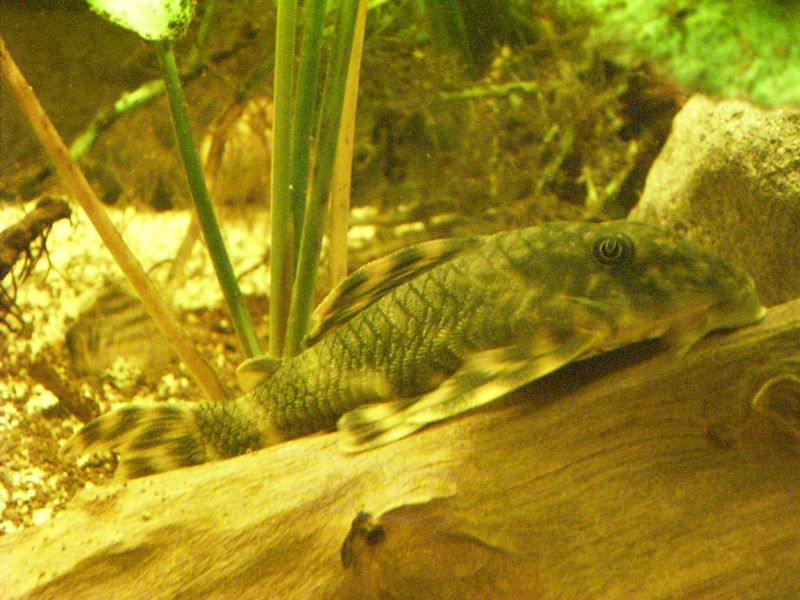
Eine Peckoltia-Art aus dem Rio Trombetas, die in der DATZ 8-1996 als L 218 vorgestellt wurde.

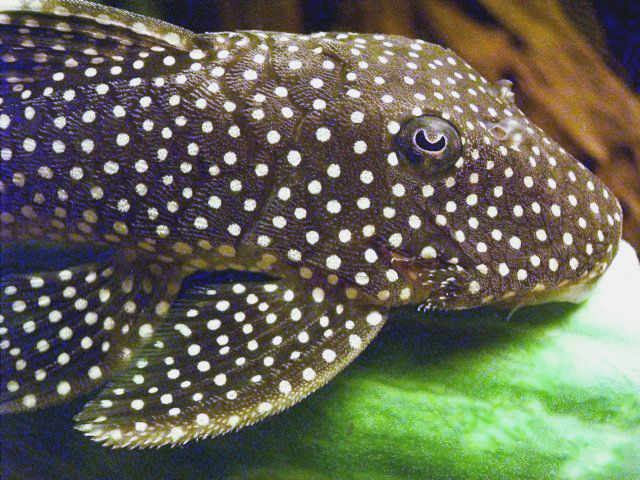
Eine Baryancistrus-Art („Golden Nugget“), die in der DATZ 3-1991 als L 81 vorgestellt wurde.

Das „L“ steht für Loricariidae, eine in Mittel- und Südamerika vorkommende Fischfamilie aus der Ordnung der Welsartigen. Die L-Nummer wird fortlaufend vergeben. Zwischen „L“ und Nummer muss ein Leerzeichen stehen.
Voraussetzung für den Erhalt einer L-Nummer ist die Vorstellung der Art in der DATZ („Die Aquarien- und Terrarienzeitschrift“). L-Nummern werden nur noch an ancistrine und hypostomine Loricariiden vergeben. Anfänglich bekamen auch loricariine Neueinführungen eine Nummer (L 10, L 53, L 62). In einigen Fällen wurden auch Nummern wieder eingezogen und neu vergeben, was regelmäßig für Verwirrung sorgt(e).
Erfunden wurde das System von Rainer Stawikowski (Chefredakteur der DATZ), Arthur Werner (Inhaber der Firma transfish) und Uli Schliewen im Sommer 1988, nach dem eine große Anzahl unbeschriebener Harnischwelse neu importiert worden war. Inzwischen wurden so manche L-Welse wissenschaftlich beschrieben (z. B. heißt L 1 nun Pterygoplichthys joselimaianus). Mit der wissenschaftlichen Beschreibung einer Art ist die Codenummer theoretisch hinfällig. Praktisch wird sie zumindest bei häufig gehandelten Arten weiter genutzt. Ein Beispiel dafür ist der seit 1991 beschriebene Hypancistrus zebra, der noch immer als L 46 bekannt ist.
Im April 2015 gab es 475 L-Nummern, die jedoch nicht für die entsprechende Anzahl an Arten stehen, sondern auch für Fundortvarianten, einmalig auftretende Mutationen (L 98) und Ähnliches.

## Alternative Codesysteme
Ein ähnliches System wurde von der Zeitschrift Das Aquarium eingeführt und nach Einstellung der Zeitschrift von den AqualogNews übernommen: die LDA-Nummern (Stand 1. Mai 2007: 104 LDA-Nummern). Durch Redaktionszeiten und Konkurrenz von Verlagen, Autoren usw. kommt es häufig vor, dass Arten bzw. Varianten eine L- und LDA-Nummer bekommen.
Für andere Fischgruppen wurden ebenfalls Codesysteme (zum Beispiel „CH“ für haplochromine Buntbarsche des Victoriasees) entwickelt, die sich mangels Neuimporten jedoch nicht durchsetzen konnten. Bei C-Nummern für Arten der Panzerwelse (Callichthyidae) funktioniert das System jedoch ebenso (Stand Juni 2009: 159 C-Nummern).

## Identifikation
Zur Identifikation gibt es mehrere Werke: Zum einen die jeweiligen Artikel der DATZ (bzw. Das Aquarium), zum anderen den Aqualog und das DATZ-Sonderheft „L-Nummern – Das Original“.
In der aktuellen Auflage des Aqualog („All L-Numbers“) gibt es im Gegensatz zur 1. Auflage kaum noch Fehlidentifikationen. Im Gegensatz zur ersten Auflage sind in der aktuellen nur noch zwei selten eingeführte Arten als Zeichnung abgebildet, weil die Autoren keine Lebendexemplare zur Verfügung hatten. Pflegehinweise sind grundsätzlich mit Vorsicht zu genießen. Als einziges Buch enthält es auch alle LDA-Nummern.
Das DATZ-Sonderheft enthält die Originalfotos der Vorstellung. Ob es deshalb zur Identifikation auf jeden Fall besser geeignet ist, kann nicht grundsätzlich bejaht werden, denn dafür enthält der Aqualog statt einer Abbildung fast immer mehrere Perspektiven von einem Tier und in vielen Fällen Aufnahmen unterschiedlicher Tiere, wodurch auch die Variation einer Art berücksichtigt wird. Allerdings sind im DATZ-Sonderheft die LDA-Nummern nicht mit abgebildet.